# 中说
《中说》，是中国隋朝学者王通的语录，其子王福郊、王福畤模拟《论语》的体裁写成。因为王通的私谥为文中子，所以亦称《文中子》，十卷。内容是儒、道、佛三教调和的理论。提出儒、佛、道“三教于是乎可一也。”